# Németh Norbert (labdarúgó, 1981)
Németh Norbert (Budapest, 1981. május 5. –) magyar labdarúgó.

## Élete
Felesége Konta Barbara színésznő. 2008. december 16-án született meg lánya, Franciska.

## Pályafutása
Pályafutása elején a Budapest Honvédot erősítette, majd 2002-ben Győrbe igazolt. Az ETO-nál töltött két év után az MTK-hoz igazolt, ám nem tudott meghatározó szereplője lenni a kék-fehér csapatnak. Egy rövid újpesti időszakot követően a Vasasba igazolt, ahol kupadöntőt játszhatott. Egy idényt eltöltött Oroszországban, majd visszatért a Vasashoz, ahonnét a Honvédhoz tért vissza. Élvonalbeli karrierjét Egerben zárta le. 

A válogatottban két mérkőzésen lépett pályára 2003-ban illetve 2004-ben. 

## Statisztika

### Mérkőzései a válogatottban
| Magyarország | Magyarország       | Magyarország                | Magyarország | Magyarország | Magyarország | Magyarország | Magyarország | Magyarország |
| #            | Dátum              | Helyszín                    | Hazai        | Eredmény     | Vendég       | Kiírás       | Gólok        | Esemény      |
| ------------ | ------------------ | --------------------------- | ------------ | ------------ | ------------ | ------------ | ------------ | ------------ |
| 1.           | 2003. november 19. | Budapest, Üllői úti Stadion | Magyarország | 0 – 1        | Észtország   | barátságos   | -            | 62'          |
| 2.           | 2004. február 18.  | Páfosz (CYP)                | Magyarország | 2 – 0        | Örményország | barátságos   | -            |              |
|              | Összesen           |                             |              | 2            | mérkőzés     |              | 0            | gól          |